# La Trinidad, Tlacoachistlahuaca
La Trinidad är en ort i Mexiko.   Den ligger i kommunen Tlacoachistlahuaca och delstaten Guerrero, i den sydöstra delen av landet, 280 km söder om huvudstaden Mexico City. La Trinidad ligger 650 meter över havet och antalet invånare är 797.
Terrängen runt La Trinidad är huvudsakligen kuperad. La Trinidad ligger nere i en dal. Runt La Trinidad är det ganska glesbefolkat, med 27 invånare per kvadratkilometer. Närmaste större samhälle är La Soledad, 17,2 km söder om La Trinidad. I omgivningarna runt La Trinidad växer huvudsakligen savannskog.